# Здание мещанской управы (Воронеж)
Здание мещанской управы — памятник архитектуры в Воронеже.

## История
Изначально — дом фабриканта С. А. Савостьянова, с 1850 года — магистрат, с 1870 года — мещанская управа. С конца 1850-х годов до июля 1942 года здание занимали городские учреждения. В 1894 году в левом крыле на втором этаже открылся Воронежский губернский музей, в 1914 он закончил свою работу.
После Великой Отечественной войны в ходе восстановления дом стал жилым с 12 квартирами. 
В 1984 году в здании разместился филиал музея Никитина, областная писательская организация и редакция журнала «Подъём».
Открыты постоянные экспозиции: «Эпоха Петра Первого», «Фольклор Воронежской губернии», «Алексей Васильевич Кольцов», «Мемориальный кабинет писателя А.И. Эртеля», «Осип Мандельштам в Воронеже», «Андрей Платонов», «Скоро сказка сказывается», проводятся творческие встречи с литераторами, выдающимися деятелями культуры и искусства, устраиваются временные экспозиции.

## Архитектура
Здание представляет собой редкий для провинции образец чистого классического стиля, утверждавшегося в русской архитектуре 60-нач. 70-х гг. XVIII в. Исследователь провинциальной архитектуры начала XX в. Г. К. Лукомский считал, что автором был выдающийся архитектор Антонио Ринальди. В трактовке фасадов много общего с Мраморным дворцом, но документально это не подтверждено.
Здание трёхэтажное. На фасадах — лопатки, поэтажные карнизы, лепные растительные гирлянды и т. д. Третий невысокий этаж отделён от двух первых широким карнизом и фризом, украшенным бегущей волной.